# Chiesa episcopale di Cuba
La Chiesa Episcopale di Cuba ((ES) Iglesia Episcopal de Cuba), consiste 22 presbiteri, 9 parrocchie, 28 congregazioni e 43 missioni.
Conta circa diecimila membri.
Forma parte della Comunione anglicana, sebbene non sia parte di alcuna provincia ecclesiastica.
La Chiesa è sotto il Concilio Metropolitano "nelle materie di Fede ed Ordine."
Il Consiglio Metropolitano include membri come l'arcivescovo della Chiesa Anglicana del Canada, l'arcivescovo della Chiesa nelle Province delle Indie Occidentali e il Vescovo presidente della Chiesa Episcopale negli Stati Uniti d'America.
Il Reverendo Miguel Tamayo-Zaldivar è l'attuale Vescovo ad interim.
Il 6 febbraio 2007, il Reverendo Canon Nerva Cot Aguilera e l'Arcidiacono Ulises Prendes furono entrambi nominati vescovi suffraganei della Chiesa Episcopale di Cuba.
Il Reverendo Canon Nerva Cot Aguilera fu la prima donna nominata vescovo nei Caraibi.
La Chiesa è presente nelle seguenti province cubane:
- Città dell'Avana
- Provincia de L'Avana
- Matanzas
- Villa Clara
- Ciénfuegos
- Sancti Spiritus
- Ciego de Ávila
- Camagüey
- Santiago di Cuba
- Guantánamo

## Contatti
Iglesia Episcopal de Cuba
Calle 6 No. 273
Vedado, Ciudad de La Habana
CP. 10400
Cuba